# غويثين (كورنوال)
غويثين (بالإنجليزية: Gwithian)‏ هي قرية تقع في المملكة المتحدة في كورنوال. يقدر عدد سكانها بـ 3,032 نسمة .